# Prey (Eure)
Prey és un municipi francès situat al departament de l'Eure i a la regió de Normandia. L'any 2007 tenia 847 habitants.

## Demografia

### Població
El 2007 la població de fet de Prey era de 847 persones. Hi havia 323 famílies de les quals 60 eren unipersonals (30 homes vivint sols i 30 dones vivint soles), 107 parelles sense fills, 129 parelles amb fills i 27 famílies monoparentals amb fills.
La població ha evolucionat segons el següent gràfic:
Habitants censats

### Habitatges
El 2007 hi havia 347 habitatges, 326 eren l'habitatge principal de la família, 6 eren segones residències i 15 estaven desocupats. 344 eren cases i 1 era un apartament. Dels 326 habitatges principals, 287 estaven ocupats pels seus propietaris, 36 estaven llogats i ocupats pels llogaters i 3 estaven cedits a títol gratuït; 3 tenien dues cambres, 21 en tenien tres, 84 en tenien quatre i 219 en tenien cinc o més. 289 habitatges disposaven pel capbaix d'una plaça de pàrquing. A 131 habitatges hi havia un automòbil i a 182 n'hi havia dos o més.

### Piràmide de població
La piràmide de població per edats i sexe el 2009 era:
| Homes | Edats   | Dones |
| ----- | ------- | ----- |
| 0     | 95 o +  | 0     |
| 0     | 90 a 94 | 0     |
| 4     | 85 a 89 | 4     |
| 4     | 80 a 84 | 8     |
| 8     | 75 a 79 | 4     |
| 0     | 70 a 74 | 12    |
| 28    | 65 a 69 | 24    |
| 40    | 60 a 64 | 32    |
| 20    | 55 a 59 | 36    |
| 44    | 50 a 54 | 36    |
| 24    | 45 a 49 | 16    |
| 28    | 40 a 44 | 24    |
| 20    | 35 a 39 | 12    |
| 24    | 30 a 34 | 12    |
| 36    | 25 a 29 | 32    |
| 16    | 20 a 24 | 12    |
| 12    | 15 a 19 | 32    |
| 28    | 10 a 14 | 16    |
| 24    | 5 a 9   | 8     |
| 24    | 0 a 4   | 12    |

## Economia
El 2007 la població en edat de treballar era de 526 persones, 375 eren actives i 151 eren inactives. De les 375 persones actives 357 estaven ocupades (186 homes i 171 dones) i 18 estaven aturades (10 homes i 8 dones). De les 151 persones inactives 81 estaven jubilades, 48 estaven estudiant i 22 estaven classificades com a «altres inactius».

### Ingressos
El 2009 a Prey hi havia 344 unitats fiscals que integraven 923 persones, la mediana anual d'ingressos fiscals per persona era de 20.851 €.

### Activitats econòmiques
Dels 29 establiments que hi havia el 2007, 2 eren d'empreses de fabricació de material elèctric, 3 d'empreses de fabricació d'altres productes industrials, 6 d'empreses de construcció, 7 d'empreses de comerç i reparació d'automòbils, 2 d'empreses de transport, 6 d'empreses de serveis, 2 d'entitats de l'administració pública i 1 d'una empresa classificada com a «altres activitats de serveis».
Dels 6 establiments de servei als particulars que hi havia el 2009, 1 era un taller de reparació d'automòbils i de material agrícola, 1 paleta, 2 guixaires pintors, 1 electricista i 1 perruqueria.
L'únic establiment comercial que hi havia el 2009 era una botiga de més de 120 m².
L'any 2000 a Prey hi havia 5 explotacions agrícoles.

## Equipaments sanitaris i escolars
L'únic equipament sanitari que hi havia el 2009 era una farmàcia.
El 2009 hi havia una escola elemental.

## Poblacions més properes
El següent diagrama mostra les poblacions més properes.